# Złośliwe zapalenie ucha zewnętrznego
Złośliwe zapalenie ucha zewnętrznego (łac. otitis externa maligna) – szczególna postać zapalenia ucha zewnętrznego, mogąca zagrażać życiu chorego. Rozwija się ono na podłożu klasycznego zapalenia ucha zewnętrznego u osób szczególnie predysponowanych:
- niewyrównana (w tym utajona) cukrzyca
- ciężkie zaburzenia odporności
  - AIDS
- podeszły wiek
- uszkodzenia tkanek po radio- i chemioterapii
- stany immunosupresji
  - przeszczepy narządowe i tkankowe
- stany po rozległych operacjach
- ostre białaczki

## Etiopatogeneza
Zapalenie rozwija się z zapalenia ucha zewnętrznego, którego głównym patogenem jest pałeczka ropy błękitnej. Jest to bakteria charakteryzująca się dużą opornością na antybiotyki oraz zdolnością nabywania oporności w trakcie leczenia. Oporność tej bakterii na stosowane leczenie szczególnie się wzmaga podczas jednoczesnego stosowania preparatów wapnia i magnezu. Stan zapalny z przewodu słuchowego zewnętrznego rozszerza się na otaczające tkanki przez szczeliny w części chrzęstnej przewodu. Penetruje w głąb dołu zażuchwowego, a dalej do kości podstawy czaszki i wzdłuż nich do otworu szyjnego. W konsekwencji rozwija się zapalenie szpiku kości skroniowej i dochodzi do penetracji zakażenia do wnętrza jamy czaszki. Stan taki jest bezpośrednim zagrożeniem życia chorego. Naciek zapalny szerzy się w kości wzdłuż kanałów Haversa. Pałeczka ropy błękitnej ma zdolność do wywoływania zapalenia drobnych naczyń (łac. vasculitis) i tworzeniem w nich zakrzepów. Zakrzepica może wywoływać martwicę. Do martwicy mogą przyczyniać się także zatory bakteryjne.

## Objawy
- ból ucha promieniujący do skroni i stawu skroniowo-żuchwowego
- ropny lub krwisto-ropny wyciek z ucha
- porażenie nerwu twarzowego w przypadku objęcia procesem zapalnym kości skroniowej w okolicy otworu rylcowo-sutkowatego.
- porażenia innych nerwów czaszkowych: IX, X i XI w przypadku zajęcia okolicy otworu żyły szyjnej wewnętrznej
- zakrzepowe zapalenie zatoki esowatej
- pogarszanie się stanu chorego ze wzrostem OB i rozwinięciem objawów posocznicy

Badanie otoskopowe:
- zaczerwienienie i obrzęk przewodu słuchowego zewnętrznego z gromadzeniem ziarniny zapalnej na granicy chrzęstnej i kostnej przewodu słuchowego zewnętrznego

## Diagnostyka
- badanie TK kości skroniowych o wysokiej rozdzielczości (TK HR kości skroniowych)
- badanie scyntygraficzne kości skroniowych z użyciem Tc 99 lub Ga 67. Izotopy te ulegają nagromadzeniu w tkance kostnej objętej zapaleniem.
- wymaz z przewodu słuchowego zewnętrznego do badania mikrobiologicznego, przed rozpoczęciem antybiotykoterapii
- pobranie ziarniny zapalnej z przewodu słuchowego i przesłanie jej do badania histopatologicznego, celem wykluczenia innych patologii.

## Różnicowanie
- nowotwór ucha zewnętrznego
- inne choroby przebiegające z tworzeniem się ziarniny:
  - ziarniniakowatość z zapaleniem naczyń
  - grzybica ucha
  - gruźlica
  - dysplazja włóknista kości
  - naciek nowotworowy szerzący się z części nosowej gardła lub ze ślinianki przyusznej

## Leczenie
Zawsze w warunkach szpitalnych na oddziale laryngologicznym. 
- badanie mikrootoskopowe z dokładnym, systematycznym oczyszczaniem przewodu słuchowego zewnętrznego z ziarniny i wysięku zapalnego
  - przepłukiwanie przewodu słuchowego (lub zakładanie na sączkach) 5% roztworu kwasu bornego. Pałeczka ropy błękitnej słabo rozmnaża się w zakwaszonym środowisku
- intensywna dożylna antybiotykoterapia głównie z grupy:
  - cefalosporyn III i IV generacji
  - karbenicylina
  - tikarcylina
  - ureidopenicyliny
  - karbapenemy
  - leczenie hiperbaryczne prowadzone w komorze hiperbarycznej
- leczenie operacyjne – zwykle kontrowersyjne, gdyż u chorego w ciężkim stanie ogólnym proces gojenia jest znacznie utrudniony. Jednak powinno się je zastosować celem usunięcia zakażonych martwaków kostnych i w przypadku procesu rozpływnego kości skroniowej. Wykonuje się także czasami szeroki drenaż przestrzeni zażuchwowej, dołu podskroniowego, obszaru przyuszniczego czy dołu skrzydłowo-podniebiennego. W przypadkach zakrzepicy żyły szyjnej wewnętrznej wykonuje się jej resekcję.

Bardzo ważne jest też prawidłowe leczenie choroby predysponującej do wystąpienia zapalenia, na przykład cukrzycy.

## Rokowanie
Mimo stosowania antybiotyków, przy rozwiniętej chorobie i grożących powikłaniach jest zwykle niepewne.